# Proxanthobasis rufescens
Proxanthobasis rufescens là một loài ruồi trong họ Tachinidae.